# Impasse Cottin
Impasse Cottin è un dipinto (73x53,9 cm) realizzato nel 1913 dal pittore Maurice Utrillo. È conservato nel Centre Pompidou di Parigi.